# Флеро
Флеро (итал. Flero) — коммуна в Италии, располагается в провинции Брешиа области Ломбардия.
Население составляет 7631 человек (на 2004 г.), плотность населения составляет 829 чел./км². Занимает площадь 9 км². Почтовый индекс — 25020. Телефонный код — 030.
Покровителем коммуны почитается святой апостол Павел, празднование 25 января.